# Bildung & Begabung
Bildung & Begabung ist eine gemeinnützige GmbH mit Sitz in Bonn, die als Talentförderzentrum des Bundes und der Länder verschiedene außerschulische Förderformate für Jugendliche anbietet. Das Förderspektrum reicht von der Potenzial- bis hin zur Spitzenförderung. Außerdem unterstützt Bildung & Begabung Lehrer, Eltern und Schüler mit Informations- und Fortbildungsangeboten
Bildung & Begabung wurde 1985 gegründet und wird maßgeblich vom Bundesministerium für Bildung und Forschung und vom Stifterverband für die Deutsche Wissenschaft gefördert. Stiftungen, Initiativen und Unternehmen tragen dazu bei, einzelne Projekte zu realisieren. Unterstützung erfährt die Organisation zudem von der Kultusministerkonferenz. Schirmherr ist der Bundespräsident. Geschäftsführer sind Elke Völmicke und Bettina Jorzik.

## Förderprojekte

### Schülerwettbewerbe

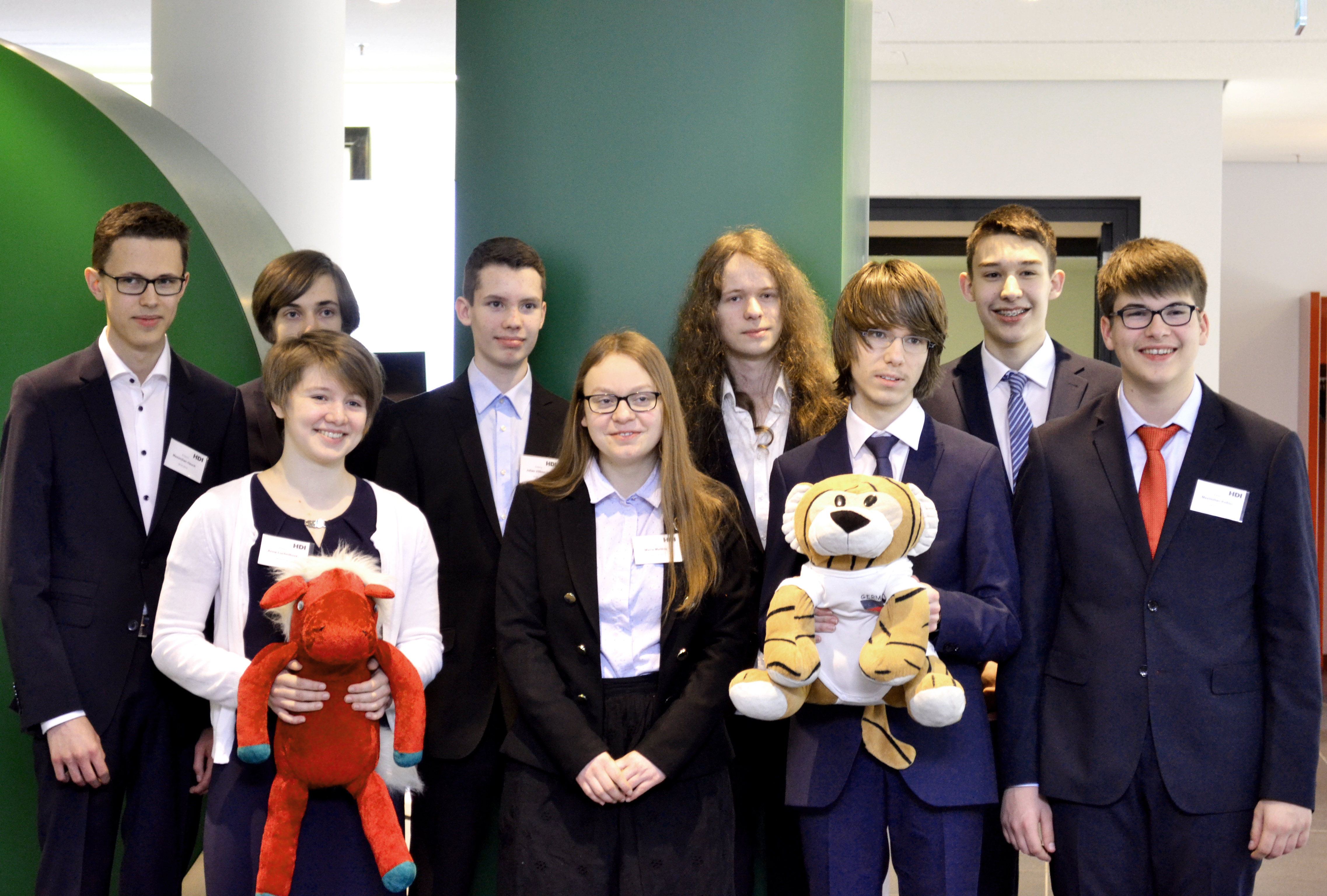
Die Sieger des Bundeswettbewerbs Mathematik 2018

Der Bundeswettbewerb Fremdsprachen und der Bundeswettbewerb Mathematik haben die längste Tradition im Förderangebot von Bildung & Begabung. Ziel der Wettbewerbe ist es, junge Menschen dazu zu ermuntern, sich neuen Herausforderungen zu stellen, ihre Talente weiterzuentwickeln und sich untereinander auszutauschen. Mit verschiedenen Wettbewerbsformaten und -kategorien werden einerseits eine breite Basis von Schülern angesprochen, andererseits besonders leistungsfähige Schüler herausgefordert. Im Sinne einer effektiven Begabungsförderung sind die Preise häufig Stipendien, Sprachreisen oder Forschungspraktika im In- und Ausland.
Das Talentförderzentrum organisiert außerdem den Auswahlwettbewerb zur Internationalen Mathematik-Olympiade. In Kooperation mit dem Verein Mathematik-Olympiaden e.V. bildet Bildung & Begabung zudem die Geschäftsstelle der Deutschen Mathematik-Olympiade. Die Mathematik-Olympiade ist ein mehrstufiger Wettbewerb, dessen erste drei Stufen in der Verantwortung der Bundesländer organisiert werden. Die vierte Runde (Bundesrunde) findet jährlich zentral in einem Bundesland statt.
Das Förderprogramm „Jugend trainiert Mathematik“ (JuMa) ist als bundesweite Fördermaßnahme insbesondere für junge Schüler ab Klasse 7 konzipiert. JuMa soll die Teilnehmenden an das Niveau der beiden bundesweiten Mathematikwettbewerbe, Bundeswettbewerb Mathematik und Mathematik-Olympiade in den höheren Stufen, heranführen.

### Akademien

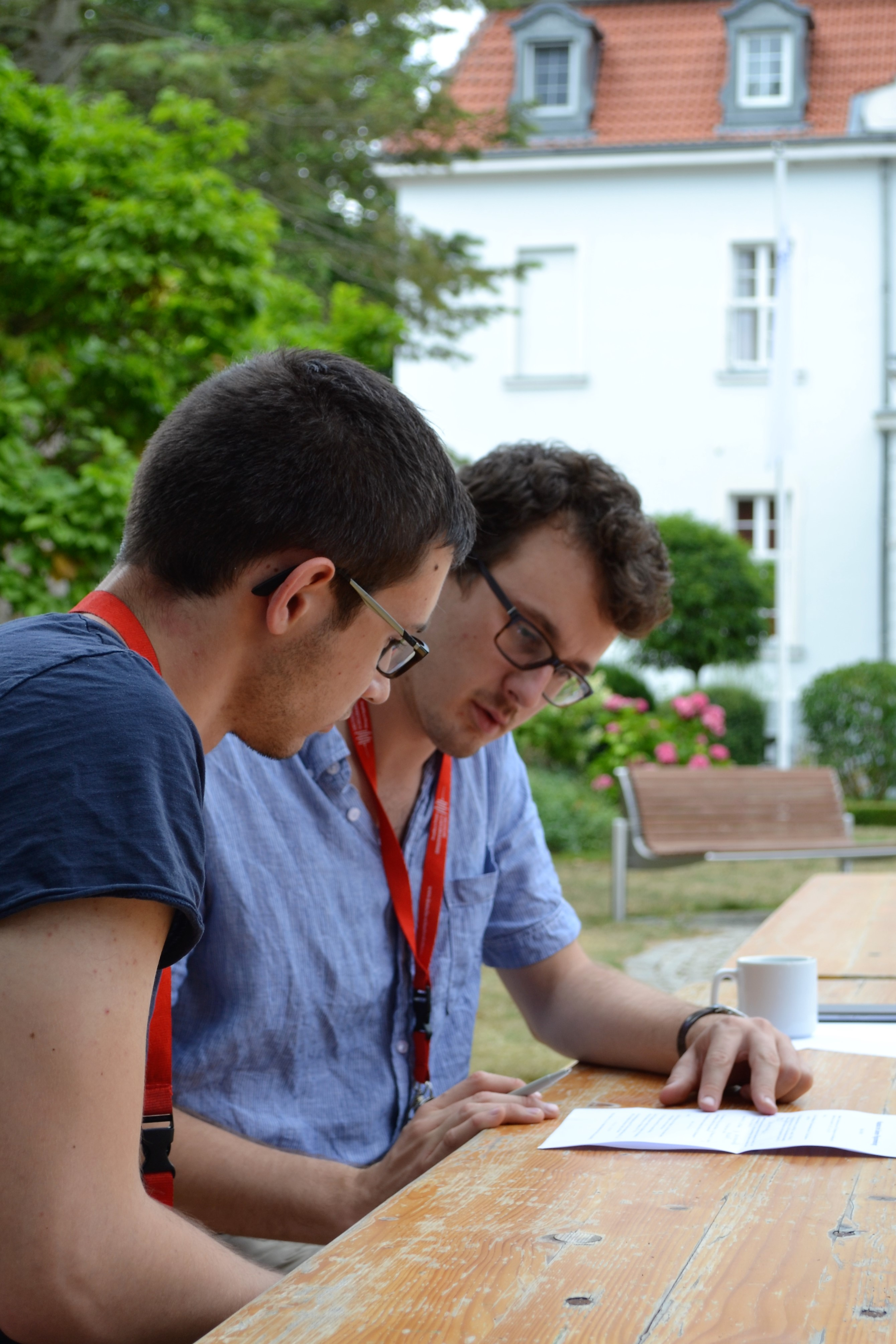
Teilnehmer der Deutschen SchülerAkademie in Torgelow

Mit unterschiedlichen Akademieformaten fördert Bildung & Begabung Schüler während der Sommerferien. Das traditionsreichste Akademieformat ist die seit 1988 existierende Deutsche SchülerAkademie. In 16-tägigen Sommerakademien arbeiten besonders begabte und motivierte Oberstufenschüler in Kursen zu verschiedenen wissenschaftlichen Themen auf Universitätsniveau zusammen. Die Bandbreite reicht von Mathematik über natur-, ingenieur-, geistes-, rechts- und wirtschaftswissenschaftliche Kurse bis hin zu Themen aus dem musisch-künstlerischen Bereich.
Seit 2003 werden nach dem Vorbild der Deutschen SchülerAkademie die Deutschen JuniorAkademien für leistungsbereite Schüler ab Jahrgangsstufe 7 durchgeführt. Das Angebot geht zurück auf eine Initiative, die Rheinland-Pfalz gemeinsam mit Baden-Württemberg, dem Saarland und Bildung & Begabung angestoßen hat. Inzwischen werden in zahlreichen Ländern in den Sommer- und Herbstferien Veranstaltungen in JuniorAkademien angeboten. Das Programm wird vom Bildung & Begabung koordiniert, regionale Träger und die Bundesländer führen es durch.
Mit der VorbilderAkademie und der TalentAkademie bietet Bildung & Begabung seit 2011 Förderformate an, die Jugendliche aller Schulformen und Herkunftskulturen ansprechen sollen. In den VorbilderAkademien für Jugendliche mit Migrationshintergrund steht neben der Arbeit in den Kursen das Orientierungswissen rund um Studium und Ausbildung im Vordergrund. In der TalentAkademie kommen Jugendliche von der Hauptschule bis zum Gymnasium zusammen, um gemeinsam in Projekten zu arbeiten, neue Formen des Lernens zu entdecken und ihre eigenen Potenziale zu entfalten. Seit 2019 richtet sich das Projekt GamesTalente an Games-affine Jugendliche zwischen 13 und 16 Jahren aus allen gesellschaftlichen Schichten und Bildungswegen. GamesTalente besteht aus zwei Teilen: Einem bundesweiten Wettbewerb und einer einwöchigen Akademie.

## Information, Vernetzung, Fortbildung
Neben den Förderprojekten für Schüler führt Bildung & Begabung Erkenntnisse aus Begabungsforschung und Förderpraxis zusammen, vernetzt Akteure aus verschiedenen Bereichen der Talentförderung und bietet Informationsangebote und Veranstaltungen für unterschiedliche Zielgruppen an. Einmal jährlich organisiert das Zentrum für Begabungsförderung die Fachtagung „Perspektive Begabung“, die sich an Akteure aus der Talentförderung richtet und ein aktuelles Bildungsthema beleuchtet. Mit der Webseite Begabungslotse (www.begabungslotse.de) betreibt Bildung & Begabung außerdem ein Online-Portal, auf dem Eltern, Lehrer und Schüler Informationen aus allen Bereichen der Begabungsförderung finden können.

## Kuratorium und Wissenschaftlicher Beirat
Das Kuratorium tagt mindestens einmal pro Jahr und berät das Zentrum für Begabungsförderung vor allem in Strategie- und Programmfragen. Kuratoriumsmitglieder sind Vertreter des Bundesministeriums für Bildung und Forschung, der Kultusministerkonferenz, des Stifterverbandes für die Deutsche Wissenschaft sowie Vertreter aus Wissenschaft, Wirtschaft und Stiftungswesen. 2012 hat Bildung & Begabung einen Wissenschaftlichen Beirat berufen, der aus acht Experten aus Wissenschaft und Bildungsforschung besteht. Vorsitzende des Wissenschaftlichen Beirats ist derzeit die Erziehungswissenschaftlerin Ingrid Gogolin.